# Never Grow Up (пісня Тейлор Свіфт)
«Never Grow Up» — пісня з третього студійного альбому американської кантрі-співачки Тейлор Свіфт — «Speak Now». Вона написала трек  в співпраці з Нейтаном Чапманом, натхнена власними почуттями про дитинство та дорослішання. Акустична гітарна балада «Never Grow Up» розповідає про рефлексію та роздуми Свіфт про своє дитинство. Критики сприйняли текст як послання молодшим шанувальникам про дитинство і дорослішання.
У рецензіях на Speak Now багато критиків визнали пісню емоційною та високо оцінили написання пісень Свіфт. Вони ретроспективно залишилися позитивними до треку і включили його у свої рейтинги її дискографії. У комерційному плані пісня «Never Grow Up» потрапила в чарти US Billboard Hot 100 і Country Digital Song Sales — на 84 і 12 місце відповідно. Вона отримала сертифікацію в США та Австралії. Свіфт виконувала цей трек поза сет-листами під час п’яти своїх концертних турів. Після суперечки 2019 року щодо права власності на попередній каталог, Свіфт перезаписала пісню під назвою «Never Grow Up (Taylor's Version)» для перезаписаного альбому 2023 року «Speak Now (Taylor's Version)».

## Передумови й композиція
Тейлор Свіфт почала працювати над третім студійним альбомом Speak Now (2010) за два роки до його виходу. Вона задумала альбом як збірку пісень про те, що вона хотіла, але не могла зробити з людьми, яких зустрічала в реальному житті. Свіфт повністю написала всі треки на Speak Now і була співпродюсером разом із Нейтаном Чапманом. Одним із таких треків є «Never Grow Up», балада під звуки акустичної гітари (грає Чапман). Трек триває 4 хвилини 50 секунд. Вокал Свіфт у пісні з придихом і його супроводжує чоловічий бек-вокаліст. Критики визнали «Never Grow Up» одним із треків Speak Now, які найбільше схиляються до кантрі і ближчим до попередніх творів Свіфт; дехто вважав, що трек був для її однойменного студійного альбому 2006 року. Rolling Stone Роб Шеффілд розглядав пісню як «фолк фінгерстайл зі зміною темпу» на Speak Now.
На основі сповідального написання пісень, «Never Grow Up» була натхненна ностальгією Свіфт за власним дитинством і невизначеністю дорослішання. Ідея пісні прийшла їй у голову під час її першої ночі в купленій квартирі. Лірика стосується роздумів Свіфт про її дитинство. У першому куплеті вона дивиться з погляду матері, яка розмовляє з немовлям: «Твої маленькі повіки тріпотять, бо ти бачиш сни / Тож я тебе вкриваю, вмикаю твій улюблений нічник». Свіфт просить дитину «ніколи не дорослішати», щоб підтримувати їх зв’язок у майбутньому. У наступному куплеті Свіфт спостерігає за підлітком, який переконує свою матір висадити її біля кінотеатру, оскільки вона вважає, що це не круто бачити, як її в її віці підвозять батьки. В останньому куплеті перспектива переходить до самої Свіфт, яка споглядає своє дитинство («Я хотіла б ніколи не виростати») і з тугою оглядається на нього («Я могла б ще бути маленькою»). Вона хоче пам'ятати всі спогади («Сфотографуй в пам'яті кімнату дитинства»), але водночас вони тьмяніють («Я просто зрозуміла, що все, що я маю, колись зникне»).
Хоча Свіфт написала «Never Grow Up» для себе молодшої, критики проаналізували текст як послання молодим дівчатам і шанувальникам. У NME Ханна Мілрі назвала це як «Свіфт роздає свої найкращі життєві поради молодшим фанатам». Сем Содомські з Pitchfork висловив думку, що вона «[звучить] набагато старше своїх років, оскільки вона закликає дівчат, молодших за неї, насолоджуватися кожною миттю» свого життя. Кейт Аткінсон з Billboard сказала, що пісня має «універсальне» послання «намагатися зберегти власну невинність і/або захистити невинних навколо». Метт Бйорк з Roughstock вважав, що пісня «написана для молодшої дівчини, нагадуючи їй берегти моменти» свого дитинства, оскільки вона швидко росте і «ніколи [не] зможе повернути цей безтурботний фантастичний час вашого життя». Для American Songwriter Джейкоб Уітті вірив, що Свіфт звертається до своєї аудиторії, особливо до дівчат: «Іноді ми хочемо залишатися в тому ж віці, іноді ми хочемо бути старшими. Але незалежно від того, чого ми хочемо, життя триває».

## Реліз і живі виступи
«Never Grow Up» була включений як 8 трек на Speak Now, який був випущений 25 жовтня 2010 року. У Сполучених Штатах вона досягла 84 місця в Billboard Hot 100 і 12 місця в чарті Country Digital Song Sales. 13 липня 2015 року пісня отримала золоту сертифікацію від Американської асоціації компаній звукозапису (RIAA) за 500 000 продажів у США. У січні 2024 року пісня отримала платинову сертифікацію Австралійської асоціації компаній звукозапису (ARIA) за досягнення 70 000 одиниць в Австралії.
Після релізу Speak Now Свіфт виконала «Never Grow Up» у певних містах світового туру Speak Now у 2011 році. Серед них Лексінгтон, Х’юстон, і Ролі, де вона виступила з акустичним виконанням пісні. У 2013 році Свіфт заспівала трек під гітару під час шоу у Вашингтоні свого туру Red Tour. 15 серпня 2015 року на шоу в Санта-Кларі під час її світового туру 1989 World Tour вона виконала пісню «Never Grow Up» присвятивши її своєму хрещенику, другій дитині її подруги, актриси Джеймі Кінг. У своєму Reputation Stadium Tour (2018) і The Eras Tour (2023–2024) Свіфт співала її як «пісню-сюрприз» — сегмент, де вона виконує випадкові пісні зі своєї дискографії — у Філадельфії та Канзас-Сіті відповідно.

## Рецензії критиків
Початкові рецензії на пісню «Never Grow Up» визнали пісню вразливою та похвалили написання пісень Свіфт. Кріс Віллман з «Our Country» описав її як «солодку колискову з прихованою течією смутку чи навіть настороженим дорослим жалем». Алекс Макферсон з The Guardian вважав, що саме тут Свіфт була найсміливішою на альбомі, і вважав, що вона співає сама собі «спустошеній і по-справжньому схвильованій». Сем Гнерре з газети Los Angeles Daily News назвав цю пісню «чудовою баладою» і «напрочуд далекоглядною колисковою». Рік Мур з American Songwriter сказав, що «чудові початкові рядки та використання художніх образів» можуть спонукати Свіфт почати писати треки без романтики в них і стати «справді досвідченою авторкою». Мелінда Ньюман з HitFix написала, що пісня була скромною та чудовою.
Кілька критиків порівнювали її з іншими піснями. Енн Паверс з Los Angeles Times концептуально порівняла її з «Letter to Me» (2007) Бреда Пейслі, але вважала, що обидві пісні мають різні погляди на їх тему. Вона також вважала цей трек «найбільш показовою» піснею Свіфт на сьогодні. Джон Дж. Мозер з The Morning Call вважав, що «Never Grow Up» має протилежну концепцію її пісні «The Best Day» (2008) і є одним із найкращих треків в альбомі «де Свіфт дійсно змінюється». Лія Грінблатт з Entertainment Weekly назвала цю пісню «тендітною колисковою» та «м'яким» перетворенням пісні Гаррі Чепіна «Cat's in the Cradle» (1974). Інші критики зосередилися на інших аспектах пісні. Дейв Хітон з PopMatters сказав, що «Never Grow Up» мала потенціал для кантрі-радіо, і вважав, що вона демонструє вміння Свіфт «брати звичайні шаблони кантрі-радіо та вдосконалювати їх». Джордж Ленг з The Oklahoman вважав, що це один із треків, де Свіфт дає перерву в альбомному «таблоїдному марафоні». Меттью Хортон з BBC Music назвав його «несподівано яскравий поп [самородок], який міг би прикрасити будь-який плейлист денного радіо».
Ретроспективні рецензії на «Never Grow Up» залишилися позитивними. Аткінсон і Содомський вважали її сумною і ніжною. Музикознавець Джеймс Е. Пероне вважав пісню «Never Grow Up» особливою в альбомі та приписував це темі дитинства, яку він хвалив за почуття Свіфт щодо нього та те, як воно доповнює композицію. Він також сказав, що ця пісня символізує її розвиток як авторки пісень, вважаючи, що вона досліджуватиме більше тем, крім свого автобіографічного написання пісень. Джеймс Реттіг із Stereogum назвав цей трек одним із «найболючіших» із дискографії Свіфт. Карена Ліптак із Taste of Country і Мартін Чілтон з UDiscoverMusic вважали пісню дуже інтроспективною та високо оцінили її емоційність. Фінлі Лю з Young Post вважав пісню одним із недооцінених треків альбому.
«Never Grow Up» був включений до рейтингу дискографії Свіфт Джейн Сонг і співробітниками Paste (56), Нейт Джонс з Vulture (94), Мілріа (106) і Шеффілд (216). Для Джонс ця пісня була прикладом того, що вона краще пише з дитинства, ніж з дорослого віку, і вважав, що концепція дітей була настільки добре написана, що «ви можете поклястися, що вона таємно була 39-річною мамою». Пісня також була включена до рейтингу 100 вибраних треків Свіфт, складеного редакцією Billboard та Рошін О'Коннор з The Independent. Ендрю Унтербергер з першого вважав пісню «свого роду трилогією дитинства» після «Mary's Song (Oh My My My)» (2006) і «The Best Day» і вважав, що в кінці їй надали «несподіваної ваги», в той час, як О'Коннор вважала, що «ніжний акустичний звук», доповнений вокалом, зробив пісню заспокійливою.

## Чарти
| Чарт (2010)                               | Найвище положення |
| ----------------------------------------- | ----------------- |
| US Billboard Hot 100                      | 84                |
| US Country Digital Song Sales (Billboard) | 12                |

## Сертифікації
| Регіон                                                      | Сертифікація | Продажі |
| ----------------------------------------------------------- | ------------ | ------- |
| Австралія (ARIA)                                            | Платиновий   | 70 000  |
| США (RIAA)                                                  | Золотий      | 500 000 |
| продажі+прослуховування, що базуються лише на сертифікаціях |              |         |

## «Never Grow Up (Taylor's Version)»
У 2018 році Свіфт покинула Big Machine і підписала новий контракт з Republic Records. У листопаді 2020 року вона почала перезапис своїх перших шести студійних альбомів. Перезапис пісні «Never Grow Up» має назву «Never Grow Up (Taylor's Version)» і був включений до перезаписаного альбому Speak Now (Taylor's Version), який вийшов 7 липня 2023 року. Перезаписаний трек довший на 2 секунди, ніж оригінальний. У комерційному плані він досяг 71 місця в Billboard Global 200 і був в чартах Філіппін (15) і Канади (59). У Сполучених Штатах він дебютував і досяг 58 місця в Billboard Hot 100 і 27 місця в Hot Country Songs. 

### Рецензії критиків
Алекс Хоппер з American Songwriter, Майк ДеВалд з Riff Magazine і Марк Сазерленд з Rolling Stone UK вважали пісню чуттєвою та вважали, що вона ще більше посилюється через те, що Свіфт доросла. Деякі обговорювали продакшн та її виконання. ДеВальд сказав, що пісня звучить «як трек» з альбому Свіфт «Folklore» (2020), і де її вокальне зростання особливо помітне. Поппі Платт з The Telegraph заявила, що хоча її спів спочатку може здатися різким, але її «розуміння тону та мелодії значно покращилося з її [ранніх] днів», тому він все ще ефективний. У менш компліментарному огляді Кейт Соломон з i написала, що пісня буде лише «дратівливою та шаблонною», але вона вірить, що вона все ще відповідає оригіналу.
Інші критики інтерпретували текст пісень у новому контексті зростання Свіфта. Кріс Річардс з The Washington Post розглядав перезаписаний трек як «відновлення своєї 20-річної психіки, коли вона співає минулій і майбутній собі», і вважав, що «заголовний приспів» приніс «свого роду ностальгічну клаустрофобію». Врінда Джагота з Pitchfork думала, що ближче до кінця пісня «розкриває себе як засіб оплакування свого минулого» та обіцяє, що ніхто ніколи не залишить і не завдасть шкоди Свіфт.

### Внесок
Студії
- Вокал Свіфт, записаний на Kitty Committee Studios (Лондон)
- Цифрове редагування та додаткова інженерія в Prime Recording (Нашвілл, Теннессі)
- Зведено в MixStar Studios (Вірджинія-Біч, Вірджинія)
- Мастеринг в Sterling Sound (Еджвотер, Нью-Джерсі)

Персонал
- Тейлор Свіфт — головний вокал, бек-вокал, авторка слів, продакшн
- Крістофер Роу — продакшн, запис вокалу
- Майк Мідовс — акустична гітара, бек-вокал
- Девід Пейн — інжиніринг
- Ловелл Рейнолдс — цифрове редагування
- Дерек Пейн — цифрове редагування, додатковий інжиніринг
- Сербан Генеа — зведення
- Брайс Бордон — інжиніринг для зведення
- Ренди Меррілл — мастеринг

### Чарти
| Чарт (2023)                      | Найвище положення |
| -------------------------------- | ----------------- |
| Canada (Canadian Hot 100)        | 59                |
| Global 200 (Billboard)           | 71                |
| Philippines (Billboard)          | 15                |
| US Billboard Hot 100             | 58                |
| US Hot Country Songs (Billboard) | 27                |